# Bazaar van Isfahan

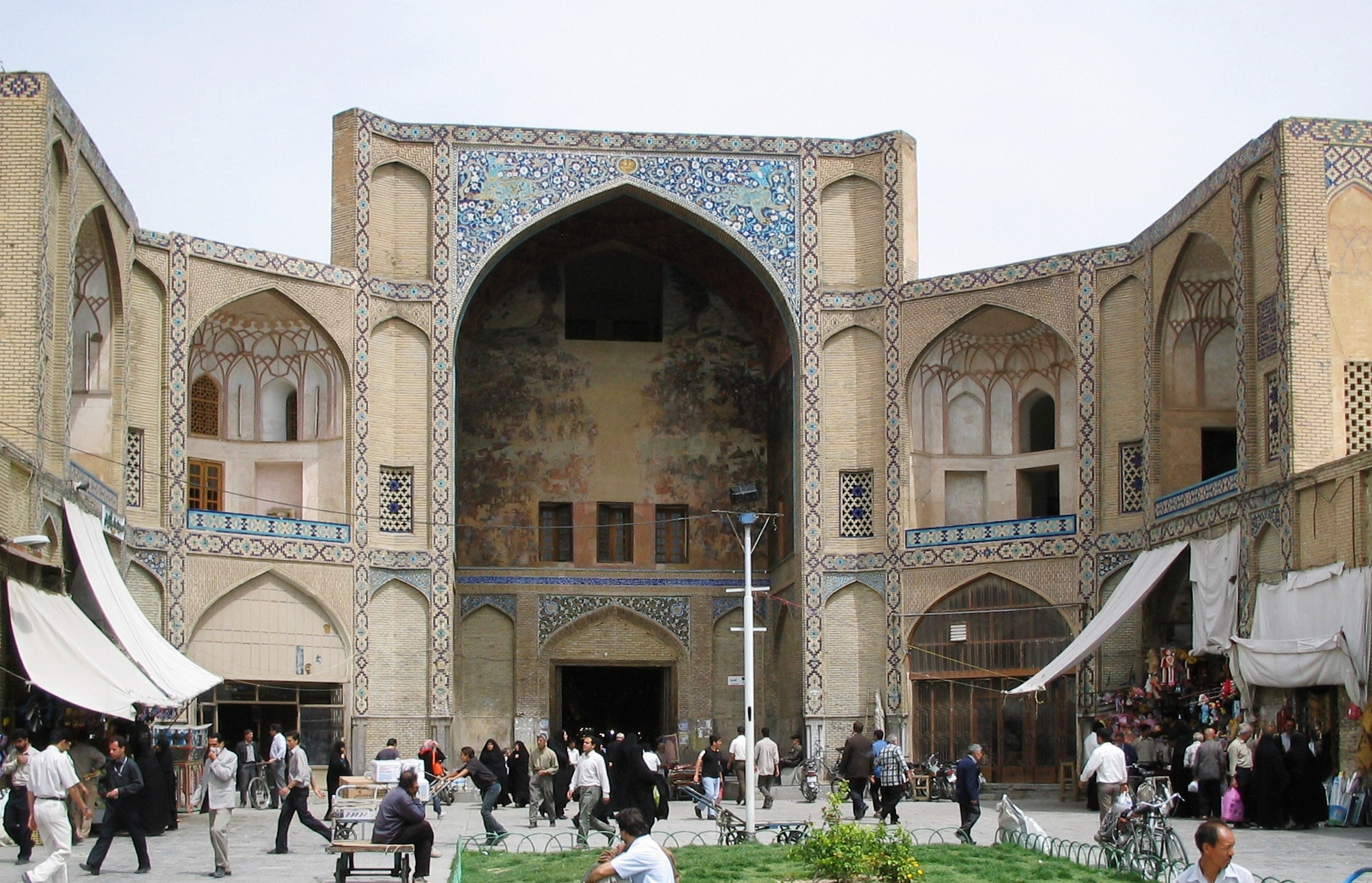
Ingang van de bazaar aan Plein van de Emam.

De grote bazaar van Isfahan is een bazaar in de stad Isfahan (Iran), gelegen aan de noordkant van het grote plein van de Emam. De bazaar is aan het eind van de 16e eeuw gebouwd door sjah Abbas I de Grote. Abbas I haalde duizenden mensen naar zijn nieuwe hoofdstad Isfahan, waaronder ook vele kooplieden.
Op de iwan of toegangspoort zijn fresco's die Abbas' overwinning op de Shajbaniden afbeelden. De buitenrand is betegeld met veelkleurige mozaïeken afgebeeld met onder andere het sterrenbeeld boogschutter, het sterrenbeeld waaronder Isfahan gesticht was. In het midden van de bazaar is een koepel waar vier hoofdgangen bij elkaar komen. Aan de oostkant ligt de voormalige munt en aan de westkant een grote karavanserai. Aan de noordkant bevindt zich de oude stad van Isfahan en aan de zuidkant het plein van de Emam. Van noord naar zuid is de bazaar meer dan een mijl lang.
In de bazaar of qaysariya wordt voornamelijk textiel verkocht.

Fotogalerij
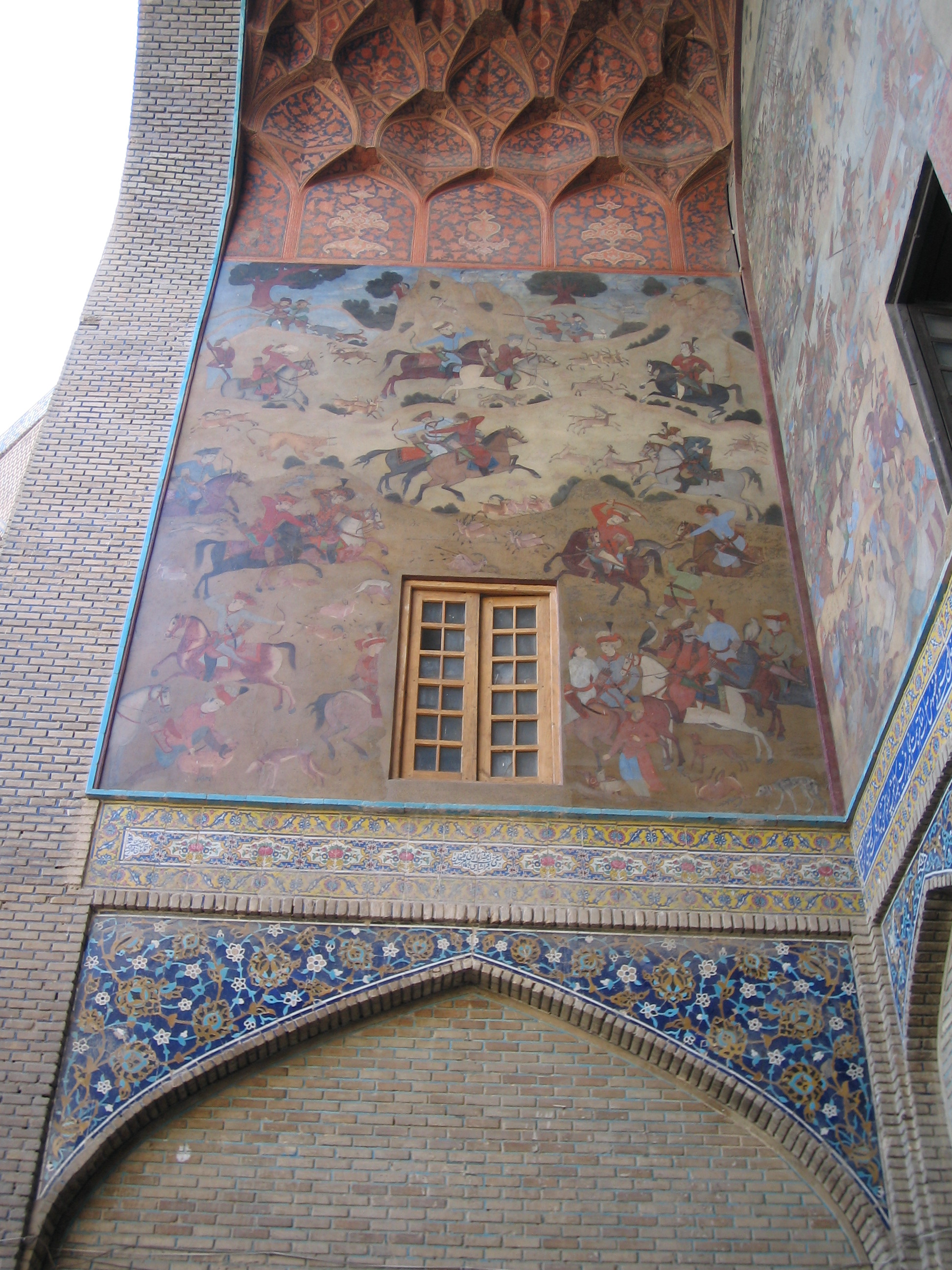
Iwan met muurschildering, links
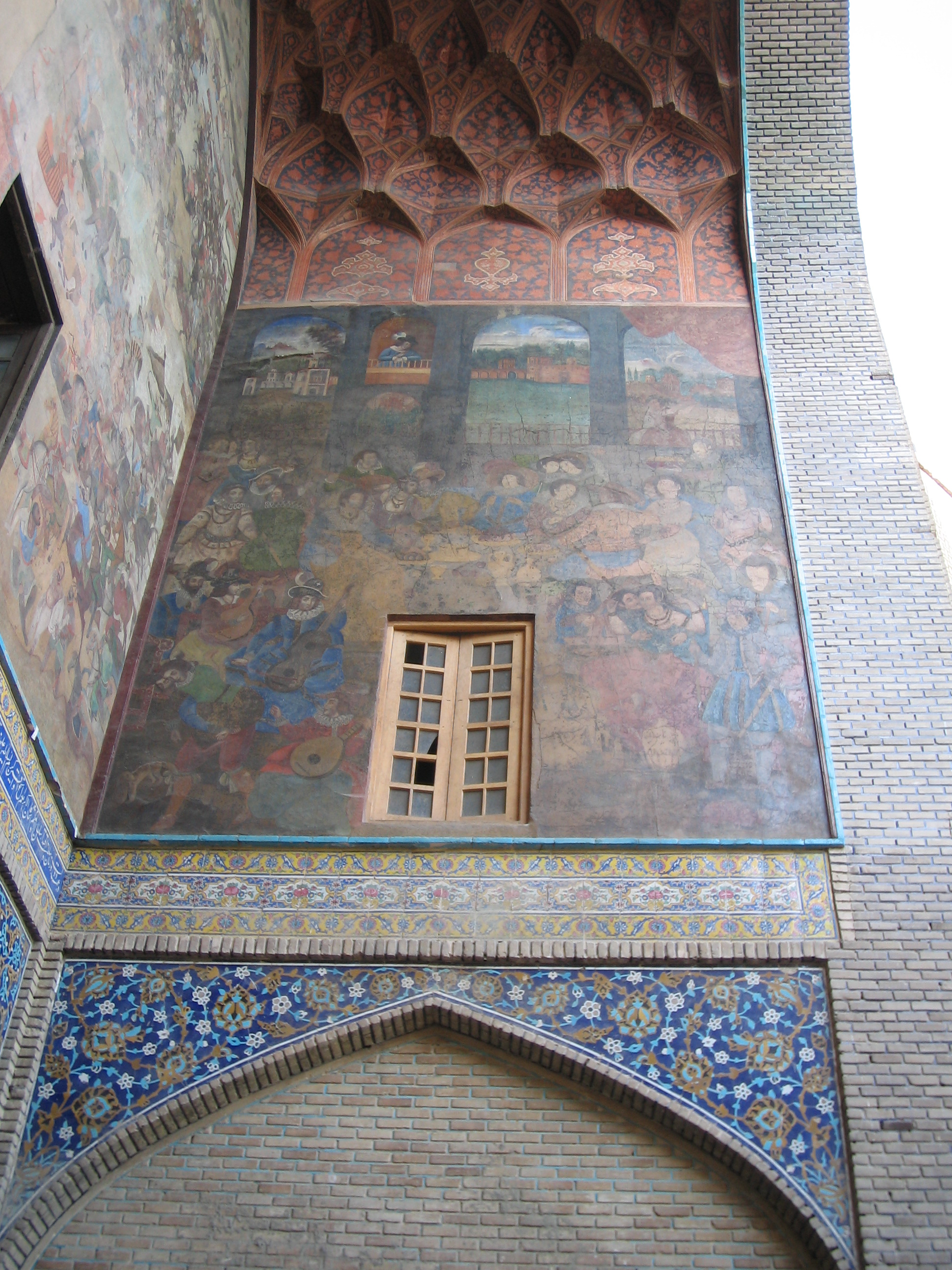
Iwan met muurschildering, rechts
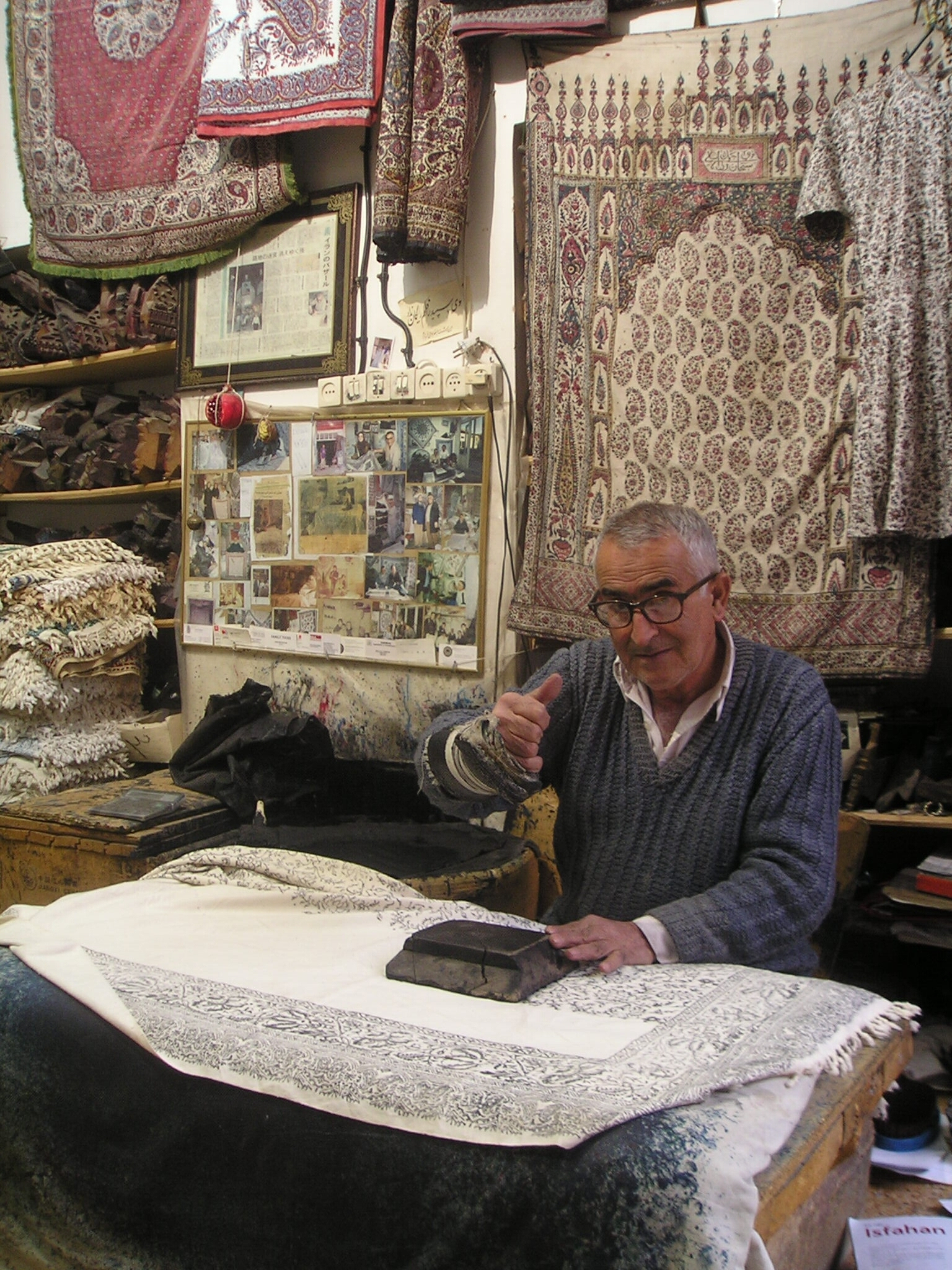
Tapijtmaker in de bazaar
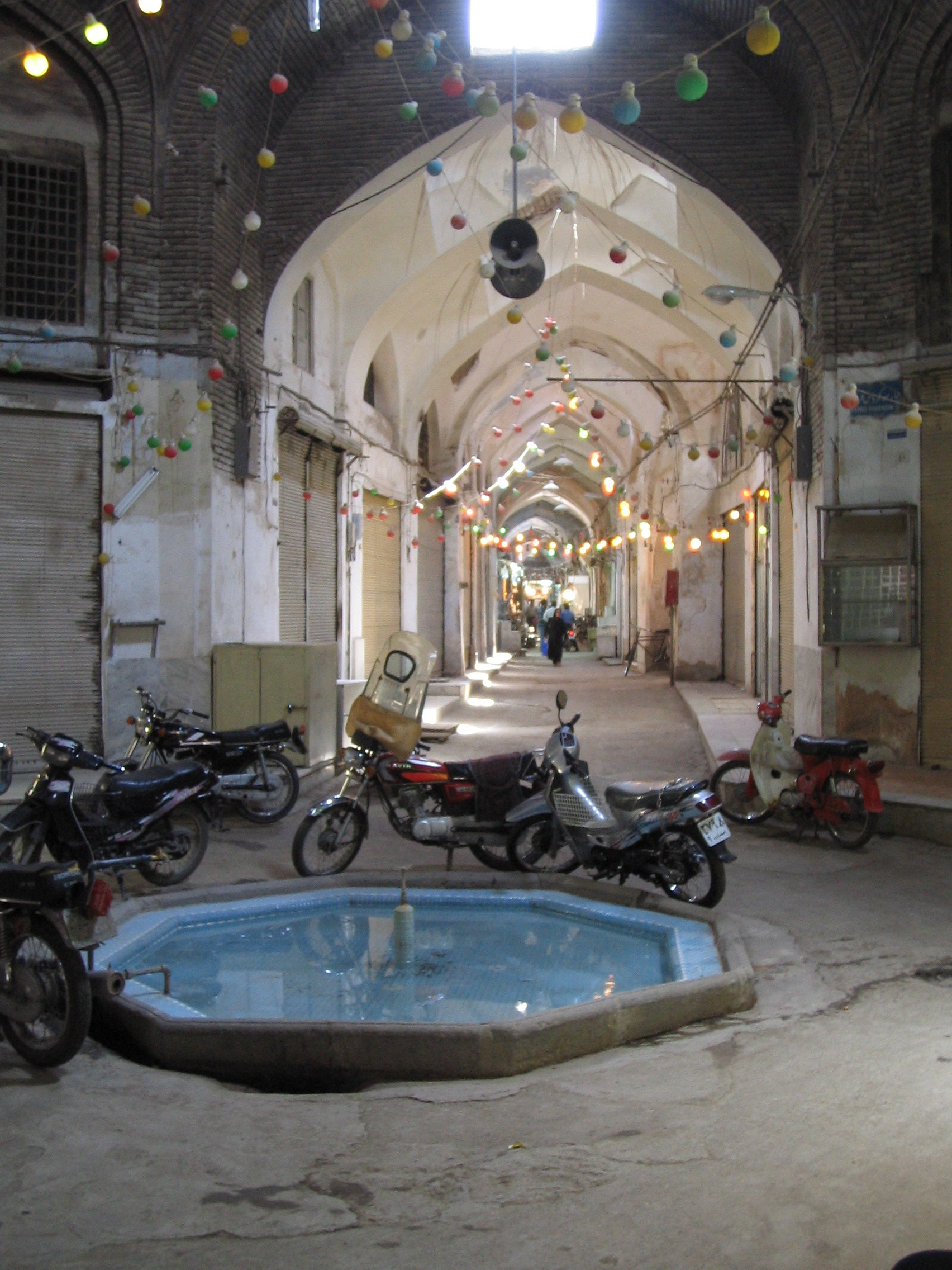
Motorfietsen